# Міллер Орест Федорович
Міллер Орест Федорович (23 липня [4 серпня] 1833 — 20 травня [1 червня] 1889) — російський вчений, професор історії російської літератури. Один з перших біографів Ф. М. Достоєвського. Дійсний статський радник.

## Життєпис
Народився в Гапсалі в німецькій родині гапсальського митного чиновника і його дружини, уродженої баронеси Унгерн-Штернберг. Був хрещений по лютеранським обряду, з ім'ям Оскар. У три роки залишився круглим сиротою і був узятий на виховання дружиною дядька, росіянкою за походженням. Йому дали чудову домашню освіту. Дитинство і юність його пройшли в Вільно і Варшаві. Зіткнення національностей та віросповідань наводили рано розвинутого хлопчика на роздуми про переваги тієї чи іншої релігії; рання подорож за кордон теж сприяло виробленню певного світогляду.
Під впливом віленського архімандрита Платона, згодом митрополита київського, світогляд схилився в бік православ'я, до якого Міллер цілком свідомо приєднався у віці 15-ти років. Після вторинної подорожі за кордон, Міллер в 1851 блискуче витримав вступний іспит до Імператорського Санкт-Петербурзького університету на історико-філологічний факультет. У 1855 закінчив курс кандидатом і став готуватися до магістерського іспиту. Він уже заявив себе тоді в пресі віршем «На смерть Жуковського» в «Північній бджолі» (1852), патріотичною драмою «Подвиг матері», яка в 1854 році була поставлена в Михайлівському театрі і за настроєм часу мала успіх, історичною драмою в віршах «Конрадин» і друкувалися в Журналі Міністерства народної освіти «Історичними нарисами поезії».
У 1877 році був нагороджений чином дійсного статського радника.
Наукова та педагогічна діяльність Міллера викладені нижче.
Помер Міллер від «розриву серця» 1 червня 1889 Похований на Смоленському православному кладовищі.

## Слов'янофільство
Вивчення народної словесності зробило Міллера переконаним прихильником слов'янофільства, але слов'янофільства в його первісному, ідеалістичному вигляді, вільному від казенного патріотизму. Якщо Міллер із захопленням ставився до древньої Русі, то тому, що бачив в ній панування общинного духу, «народного радництва» і торжество істинно християнських начал.